# Ivan Bek
Ivan „Ivica“ Bek (* 29. Oktober 1909 in Belgrad; † 2. Juni 1963 in Sète, Département Hérault) war ein jugoslawischer und französischer Fußballspieler. 

## Die Vereinskarriere
Der in Belgrad als Sohn eines Deutschen und einer Tschechin geborene Bek trat im Alter von 16 Jahren dem BSK Belgrad bei. Bereits nach kurzer Zeit gehörte Bek zur ersten Mannschaft und wurde hauptsächlich als Mittelstürmer oder Halbrechter eingesetzt. 1927 gelang ihm mit BSK der Aufstieg in die erste Liga, doch bereits einige Monate später, nach 51 Toren in 50 Spielen, zog Bek nach Šabac und schloss sich dem Mačva Šabac an.
Ende 1928 wechselte Bek dann zum südfranzösischen Klub FC Sète. Bereits in seiner ersten Saison erreichte er mit den Grün-Weißen das Pokalfinale, das allerdings mit 0:2 gegen Sports Olympiques Montpelliérains verloren ging. Ein Jahr später stand er erneut im Finale des französischen Pokals, und nach dem 3:1 n. V. gegen RC Paris konnte er seinen ersten Titel verbuchen. Zu diesem Erfolg hatte er ganz maßgeblich beigetragen: er erzielte die beiden Treffer in der Verlängerung. Nach zeitweiligen Abstechern zu Stade Raphaëlois und Urania Genf im Jahre 1931, kehrte er mit Einführung des Profifußballs im Sommer 1932 zum FC Sète zurück. Mit Einführung der professionellen Division 1 durfte er seine Tore auch offiziell gegen Bezahlung schießen und war in der ersten Ligaspielzeit der beste Schütze seiner Mannschaft.
1933 nahm Bek die französische Staatsbürgerschaft an, was dazu führte, dass er sich in Yvan Beck umbenannte. 1934 hatte er, der inzwischen auch Mannschaftskapitän geworden war, sein erfolgreichstes Jahr auf Vereinsebene. Mit Sète gewann er in der Saison 1933/34 sowohl die nationale Meisterschaft als auch den Pokal und war damit Teil der ersten Mannschaft, die in Frankreich den Doublé gewinnen konnte. Mit Sètes neuem Torjäger István Lukács harmonierte er prächtig und hatte es in der Meisterschaft selbst sogar auf Platz 10 der französischen Torjägerliste geschafft. Ein Jahr später wechselte er überraschend zum Zweitligisten AS Saint-Étienne. Zweimal verpasste er mit den Verts als Tabellendritter knapp den Aufstieg, um dann 1938 in die erste Liga zurückzukehren. Bis dahin hatte er in den drei Zweitligaspielzeiten 91 Treffer erzielt und war 1936 sogar sechstbester Torschütze der Division 2. In der letzten Saison vor Ausbruch des Zweiten Weltkriegs belegte er in der Division 1 mit Saint-Étienne den vierten Tabellenrang, traf dabei allerdings nur noch fünfmal. 
Während der Besetzung und Teilung Frankreichs spielte er noch von 1940 bis 1942 für Olympique Nîmes und nahm an der regionalen Zone Sud-Meisterschaft teil. Beck, bei Kriegsbeginn als Soldat eingezogen, schloss sich während der deutschen Besetzung Frankreichs der französischen Widerstandsbewegung an; als „Capitaine Tito“ war er maßgeblich an der Befreiung der Region um Sisteron beteiligt.
Es folgte auch noch ein Gastspiel bei der AS Aix; anschließend beendete er seine Laufbahn.
Nach dem Krieg lebte Ivan Bek fern allen Schlagzeilen und in außerordentlich bescheidenen Verhältnissen als Dockarbeiter in Sète; der Präsident des dortigen FC organisierte Anfang der 1950er Jahre sogar eine Spendensammlung, um seinem langjährigen Spieler finanziell unter die Arme zu greifen. 1963 verstarb Beck, nur 53-jährig, an Herzversagen.  

### Stationen
- BSK Belgrad (1925–1928)
- FK Mačva Šabac (1928)
- FC Sète (1928–1931)
- Stade Raphaëlois (1931)
- Urania Genf (1931–1932)
- FC Sète (1932–1935)
- AS Saint-Étienne (1935–1939, bis 1938 in D2)
- Olympique Nîmes (1940–1942)
- AS Aix

## Der Nationalspieler
Bek wurde am 15. Mai 1927 für ein Spiel gegen Bulgarien (2:0) erstmals in das jugoslawische Nationalteam berufen. Sein zweiter Länderspieleinsatz war beim olympischen Turnier 1928 in Amsterdam beim Erstrundenaus gegen Portugal (1:2). Nach seinem Wechsel nach Frankreich wurde er erst wieder für die Fußball-Weltmeisterschaft 1930 in das jugoslawische Team zurückgeholt. Bei der ersten Weltmeisterschaft in Uruguay verhalf Bek mit seinen drei Toren (eins beim 2:1 gegen Brasilien, zwei beim 4:0 gegen Bolivien) der jugoslawischen Mannschaft ins Halbfinale, wo sie sich dem späteren Weltmeister Uruguay geschlagen geben musste. Bek sowie Ljubiša Stefanović und Branislav Sekulić, die auch in Frankreich spielten, waren die ersten „Legionäre“, die bei WM-Endrunden eingesetzt wurden. Zu seinem siebten und letzten Einsatz kam er 1931 gegen Polen, dabei erzielte er auch sein viertes Länderspieltor. 
Nachdem Bek 1933 die französische Staatsbürgerschaft angenommen hatte, wurde er im Februar 1935 erstmals auch in die Équipe Tricolore berufen. Insgesamt absolvierte er bis Oktober 1937 fünf Partien für die französische Nationalmannschaft, blieb dabei allerdings torlos und konnte sich auch deshalb nicht für weitere Aufgaben empfehlen. In dieser Zeit kultivierte Ivan Bek eine charakteristische Marotte: wenn er sich auf dem Spielfeld schwer über etwas geärgert hatte, pflegte er sich die Sporthose herunterzuziehen.

## Erfolge
- Französischer Meister: 1934
- Französischer Pokalsieger: 1930, 1934 (und Finalist 1929)
- 7 A-Länderspiele, 4 Tore für Jugoslawien (1927–1931); WM-Halbfinalist 1930 (3 Spiele, 3 Tore)
- 5 A-Länderspiele, kein Tor für Frankreich (1935–1937)